# 渡祐志
渡 祐志（わたり ゆうじ、1965年1月25日 - ）は、東京都出身の俳優。身長181cm。体重70kg。血液型はB型。ウェッジリンク、広栄所属（業務提携）。以前はたむらプロ、エイジ、オールアウト、エクセリング、ビッグアップルに所属していた。中央大学経済学部国際学科卒。
2007年より渡利 祐士に改名。

## 出演

### 映画
- 就職戦線異状なし（1991年）
- 爆! BAKU（1992年）
- ドライビング・ハイ!（1993年）

### テレビドラマ
- 愛情物語 - 荒木刑事 ※デビュー作[1]
- 浅見光彦シリーズ3 - 丸山刑事
- 異議あり!女弁護士大岡法江
- 愛しの刑事 - 梶谷信也、小杉
- 美しき悪女の伝説 黒蜥蜴 - 哲
- ウルトラマンダイナ - ヤマザキ・ヒロユキ研究員
  - 第16話「激闘! 怪獣島」（1997年）
  - 第39話「青春の光と影」（1998年）
- おかみ三代女の戦い - 石井康二
- おだまりコンビシリーズ1（1999年） - 牧田刑事
- 温泉若おかみの殺人推理10 - 桐野努
- 仮面ライダー剣 - 栗原晋
- 金の戦争
- 結婚しないかもしれない症候群
- サラリーマン金太郎2
- 事件記者冴子の殺人スクープ2 - 島崎治
- 新春どきどき温泉旅館物語 恋の露天風呂
- 税務調査官・窓際太郎の事件簿7 - 筒井和雄
- その灯は消さない - 江藤英次
- ダイエット三姉妹の旅情事件簿4 - 冬島俊
- 流れ板七人 - 早川（向坂）雅人
- 夏樹静子シリーズ
- 爆笑問題のおバカな人々 - 三上
- 緋が走る
- フォトグラファー桜井美由紀2 - 高野刑事
- 炎立つ
- 牟田刑事官事件ファイル22 - 勝田学
- 名探偵キャサリン3 - 武田
- 雪の絶唱 - 菊池刑事
- 湯けむり仲居純情日記3

### バラエティ
- ウッチャンナンチャンのやるならやらねば!
- EXテレビ
- ふうふうごはん

### Vシネマ
- 修羅の雀士 ナルミ2（1993年）
- 道物語・花町一家四代目・竹田知佳（1994年） - 栗田耕三
- 湘南暴走族・荒くれKNIGHT3（1998年） - 嘉納

### 舞台
- うちのテレビにゃ色がない!（2006年） - 百瀬祐二

### CM
- アサヒ飲料・「J.O.」
- サントリー
- 日産自動車
- ヤクルト・「タフマン」